# Kurigalzu II
Karigalzu II fue un rey de la dinastía casita de Babilonia que reinó en el período 1332-1308 a. C. (cronología baja).
Hermano de Karakhardash, que fue asesinado por los nobles babilonios, por su origen asirio, fue impuesto por el rey asirio Ashur-uballit I, que era abuelo de ambos. Sin embargo, cuando el asirio murió, Kurigalzu se sublevó contra Asiria.
Dos crónicas refieren el conflicto, llamado batalla de Sugagu, sitio situado a sólo una jornada al sur de Asur, sobre el Tigris, cuyo resultado fue un reajuste de fronteras entre los dos países.
A continuación se enfrentó con Elam, el otro enemigo tradicional de Babilonia, resultando vencedor del rey Khurpatila y ocupando su capital Susa.
En una estela se relata la donación de tierras hecha por Kurigalzu a un guerrero como premio a su valerosa conducta en la guerra contra Asiria. Esta práctica, que se volvió habitual, dio como resultado la aparición de una clase privilegiada de propietarios del suelo, ligados al rey por lazos de dependencia y fidelidad. Probablemente fue la clase que formó las tropas de élite babilonias conductoras de los carros de guerra.